# Jeux asiatiques de 1986
Navigation
Édition précédente Édition suivante
Les Xe Jeux asiatiques se sont déroulés du 20 septembre au 5 octobre 1986 à Séoul, en Corée du Sud. Ils ont rassemblé 4 839 participants de 33 pays asiatiques dans 25 disciplines.

## Sélection de la ville organisatrice
Le 26 novembre 1981, le comité exécutif de la Fédération des Jeux asiatiques réuni à New Delhi attribue l'organisation des dixièmes Jeux asiatiques à Séoul.

## Tableau des médailles
- Pays organisateur (Corée du Sud)

| Rang | Nation       | Or | Argent | Bronze | Total |
| ---- | ------------ | -- | ------ | ------ | ----- |
| 1    | Chine        | 94 | 82     | 46     | 222   |
| 2    | Corée du Sud | 93 | 55     | 76     | 224   |
| 3    | Japon        | 58 | 76     | 77     | 211   |
| 4    | Iran         | 6  | 6      | 10     | 26    |
| 5    | Inde         | 5  | 9      | 23     | 37    |
| 6    | Philippines  | 4  | 5      | 9      | 18    |
| 7    | Thaïlande    | 3  | 10     | 13     | 26    |
| 8    | Pakistan     | 2  | 3      | 4      | 9     |
| 9    | Indonésie    | 1  | 5      | 4      | 10    |
| 10   | Hong Kong    | 1  | 1      | 3      | 5     |